# Veronica Pivetti
Veronica Pivetti (Milano, 19 febbraio 1965) è un'attrice, doppiatrice, conduttrice televisiva  e scrittrice italiana.

## Biografia
È sorella minore dell’ex politica e imprenditrice Irene, figlia del regista Paolo e dell'attrice e doppiatrice Grazia Gabrielli, e nipote del lessicografo Aldo Gabrielli.
Dopo aver terminato il liceo artistico dalle Orsoline e poi l’Accademia di Brera, lavora per un periodo presso la bottega di un pittore, prima di dedicarsi al cinema e allo spettacolo.

### Esordi
Esordisce come doppiatrice all'età di sei anni. Negli anni settanta appare giovanissima al fianco di Maurizio Nichetti in un popolare spot delle Olivolì Saclà, diretto da Emilio Uberti. Nel 1979 canta anche le sigle dell'anime giapponese Danguard pubblicate su 45 giri dall'etichetta Ariston Records.
Negli anni ottanta lavora come doppiatrice per alcuni popolari cartoni animati, perlopiù trasmessi all'interno del programma di Italia 1 Bim bum bam. Tra questi, He-Man e i dominatori dell'universo, Un regno incantato per Zelda, Super Mario, Tazmania, Milly, un giorno dopo l'altro, Fiocchi di cotone per Jeanie, Sailor Moon, Maple Town - Un nido di simpatia, City Hunter, Dragon Ball e molti altri.
Lavora come doppiatrice anche per alcune serie televisive e soap opera tra cui Sentieri e Una vita da vivere.

### Anni 1990
Nei primi anni novanta doppia personaggi dei cartoni animati in maniera incisiva come Lindoln in I favolosi Tiny, Daniel in Tazmania, Tempestino in Widget: un alieno per amico e la regina Periglia in Sailor Moon. Nel 1994 partecipa alla trasmissione televisiva Quelli che... il calcio, accanto a Fabio Fazio. Qui viene notata da Carlo Verdone, che le affida il ruolo della remissiva e sottomessa Fosca nel film Viaggi di nozze, uscito nei cinema l'anno successivo.

Da destra: Veronica Pivetti, Raimondo Vianello ed Eva Herzigová, i tre conduttori del Festival di Sanremo 1998

La carriera della Pivetti nel cinema prosegue, nel 1996, con il film Metalmeccanico e parrucchiera in un turbine di sesso e politica di Lina Wertmüller, nel quale interpreta il ruolo di una parrucchiera leghista. Nel 1997 presta la voce a Megara, protagonista del film Hercules della Disney. Nel 1998 conduce accanto a Raimondo Vianello ed Eva Herzigová il Festival di Sanremo. Nel 1999 è una delle protagoniste della popolare fiction televisiva Commesse, trasmessa su Rai 1, rinnovata nel 2002 per una seconda stagione.

### Anni 2000
Nel 2000, accanto a Sabrina Ferilli, è una delle protagoniste del film Le giraffe di Claudio Bonivento. La sua attività s'intensifica all'inizio del nuovo millennio con la partecipazione a diverse miniserie televisive della Rai: Qualcuno da amare nel 2000, L'attentatuni - Il grande attentato nel 2001 e la commedia L'amore non basta del 2005. Tra il 2003 e il 2005, succede a Stefania Sandrelli nel ruolo di compagna di Gigi Proietti nella quarta e nella quinta stagione de Il maresciallo Rocca e nella miniserie conclusiva Il maresciallo Rocca e l'amico d'infanzia del 2008. L'interpretazione della Pivetti ottiene un positivo riscontro da parte della critica televisiva.
Sempre nel 2005 è la protagonista di Provaci ancora prof!, serie televisiva fra il giallo e la commedia dove interpreta un'insegnante di lettere in una scuola superiore romana. La serie ottiene un notevole successo di ascolti, tanto che la Rai la ripropone nel 2007 e nel 2008 con altre due stagioni. Nel 2002 ha fondato la rivista "Bau Park", a favore degli animali. A partire dal 2003, cura su Radio 2 un progetto per rilanciare gli sceneggiati radiofonici, molto diffusi negli anni cinquanta. Sempre su Radio 2 conduce dal 2005 un suo programma titolato Veronica In, dove commenta i fatti della settimana e i programmi televisivi.

### Anni 2010
Nel 2010 è protagonista della serie televisiva La ladra ideata da Dido Castelli, già ideatore di Provaci ancora prof!, e da Giovanna Gra. Dal 10 giugno 2011 conduce su LA7 il programma televisivo Fratelli e sorelle d'Italia. Nel 2012 subentra a Neri Marcorè nella conduzione del programma di Rai 3 Per un pugno di libri per una edizione, ed è nuovamente protagonista nella quarta stagione di Provaci ancora prof!. A settembre del 2013 torna nei panni della prof. Camilla Baudino per la quinta stagione di Provaci ancora prof! in onda su Rai 1, con riconfermato successo, che prosegue con la sesta stagione in onda nell'autunno 2015.
Il 2015 vede inoltre il suo esordio nel ruolo di regista, nel film a tematica omosessuale Né Giulietta, né Romeo. Ha partecipato al docu-film Lunàdigas ovvero delle donne senza figli (di Nicoletta Nesler e Marilisa Piga), uscito nelle sale cinematografiche italiane nel 2016, con una sua testimonianza sulla scelta di non avere figli. Dal 2018 al 2022 è stata conduttrice del programma Amore Criminale in onda su Rai 3.

### Anni 2020
Dal 2020 al 2022 è stata ospite fissa del programma Le parole della settimana, condotto da Massimo Gramellini, su Rai 3. Da febbraio a marzo 2021 ha presentato il varietà A grande richiesta, in onda su Rai 1. Dal 2024 è tornata a condurre Amore criminale.

## Vita privata
È stata sposata dal 1996 al 2000 con l'attore Giorgio Ginex, da cui poi si è separata. Nel 2017 ha dichiarato di vivere con una donna.

## Filmografia

### Attrice

#### Cinema
- Viaggi di nozze, regia di Carlo Verdone (1995)
- Metalmeccanico e parrucchiera in un turbine di sesso e politica, regia di Lina Wertmüller (1996)
- Altri uomini, regia di Claudio Bonivento (1997)
- Le giraffe, regia di Claudio Bonivento (2000)
- Viaggio in Italia - Una favola vera, regia di Paolo Genovese e Luca Miniero (2007)
- Né Giulietta né Romeo, regia di Veronica Pivetti (2015)
- La cena di Natale, regia di Marco Ponti (2016)

#### Televisione
- Don Tonino – serie TV, episodio 2x06 (1990)
- Commesse – serie TV, 12 episodi (1999-2002)
- Les ritaliens - Un'aria italiana (Les ritaliens), regia di Philomène Esposito – film TV (2000)
- Qualcuno da amare, regia di Giuliana Gamba – miniserie TV (2000)
- L'attentatuni - Il grande attentato, regia di Claudio Bonivento – miniserie TV (2001)
- Il maresciallo Rocca – serie TV, 12 episodi (2003-2005)
- L'amore non basta, regia di Tiziana Aristarco – miniserie TV (2005)
- Provaci ancora prof! – serie TV (2005-2017)
- Il maresciallo Rocca e l'amico d'infanzia, regia di Fabio Jephcott – miniserie TV (2008)
- Miacarabefana.it, regia di Lodovico Gasparini – film TV (2009)
- La ladra – serie TV (2010)
- SOS Befana, regia di Francesco Vicario – film TV (2011)
- Balene - Amiche per sempre, regia di Alessandro Casale – serie TV (2025)

### Regista
- Né Giulietta né Romeo (2015)

## Teatro
- Sorelle d'Italia: avanspettacolo fondamentalista, regia di Cristina Pezzoli (2011)
- Tête à Tête: passioni stonate (2012)
- Mortaccia (2013-2014)
- Viktor und Viktoria (2018)
- Stanno sparando sulla nostra canzone (2022)

## Programmi televisivi
- Quelli che... il calcio (Rai 3, 1993) ospite fissa
- Festival di Sanremo (Rai 1, 1998)
- Sanremo Top (Rai 1, 1998)
- Torino festa in piazza (Rai 1, 1999)
- Notte di duelli e di magia (Rai 1, 2001)
- David di Donatello (Rai Movie, 2006)
- Zecchino d'Oro (Rai 1, 2007)
- Fratelli e sorelle d'Italia (LA7, 2011)
- Per un pugno di libri (Rai 3, 2012-2013)
- Prima le ragazze (LA7, 2013)
- Techetechete' (Rai 1, 2015) Puntata 82
- Amore criminale (Rai 3, 2018-2021; dal 2024)
- Nuovi eroi (Rai 3, 2019-2023) narratrice
- Le parole della settimana (Rai 3, 2020-2022) ospite fissa
- A grande richiesta - Parlami d'amore (Rai 1, 2021)

## Radio
- Mata Hari (2003)
- Giovanna d'Arco (2005)
- Jolanda, la figlia del Corsaro Nero (2006)
- Veronica in (2005-2006)
- La mezzanotte di Radio 2 (Rai Radio 2, 2009)
- Veronica out (2010)

## Doppiaggio

### Film
- Mitzi Kapture in Un poliziotto per amico
- Michele Abrams in Buffy l'ammazzavampiri
- Paula Morrell in Power Rangers - Il film
- Kelley Palmer in Hobgoblins - La stirpe da estirpare
- LaTanya Richardson in Lontano da Isaiah
- Goldie Hawn in Il club delle prime mogli
- Zezé Motta in Tieta do Brasil
- Carol Kane in Mosche da bar
- Fran Drescher in L'amore è un trucco
- Hazelle Goodman in Harry a pezzi
- Penny Johnson Jerald in Potere assoluto
- Antonia San Juan in Tutto su mia madre
- Sabine Azéma in Pranzo di Natale
- Farida Rahouadj in Per sesso o per amore?
- Janine Turner in Ci pensa Beaver

### Film d'animazione
- Addio Yamato - Yuki Mori
- GoShogun Etranger - Madre di Remy/Morte
- Hercules - Megara
- Kirikù e la strega Karabà - Karabà
- Ortone e il mondo dei Chi - Cangura
- Guerriere Sailor unite per la libertà - Regina Periglia (doppiaggio televisivo)
- I tre porcellini - Felix

### Film TV
- Patricia Childress in Dead Man's Walk
- Marilu Henner in Titanic
- Rachel Crawford in In His Father's Shoes
- Janet-Laine Green in Alla fine dell'estate

### Serie televisive
- Vikki Blanche in Dottori con le ali
- Candace Cameron in Gli amici di papà
- Rodney McLennan in Il faro incantato
- J.C. Brandy in Wolf
- Lara Piper in Segni particolari: genio
- Yuri Segawa in Winspector
- in X-Files: Renae Morriseau, stagione 2 episodio 25; Peta Brookstone, stagione 3 episodio 2; Karin Konoval, stagione 3 episodio 4; April Grace, stagione 3 episodio 5
- Connie Marie Brazelton in E.R. - Medici in prima linea
- Renee ne I Simpson

### Soap opera
- Barbara Treutelaar in Una vita da vivere
- Rebecca Staab in Sentieri
- Beth Ehlers in Sentieri

### Serie animate
- Le avventure di Super Mario - Ughetto (Toad)
- He-Man - Bleet
- I favolosi Tiny - Lindon
- Tazmania - Daniel e Jake
- Le avventure di Sonic e Sonic - Scheggia (Tails)
- Ritorno al futuro - Verne Newton Brown
- Un regno incantato per Zelda - Principessa Zelda
- Widget: un alieno per amico - Brian e Tempestino
- C'era una volta... l'uomo - Macistino (edizione Mediaset)
- I Troll - Saliva
- Bots Master - Blitzy Zulander
- Cupido - Cupido
- Angela Anaconda - Angela Anaconda
- Nerina la mucca - Nerina (1ª ediz.)
- Michel Vaillant - Tute, caschi e velocità - Hannah
- Noddy - Topolino a Molla
- Rupert - Bill
- D'Artagnan e i moschettieri del re - Jean
- Milly - Un giorno dopo l'altro - Edward
- Fiocchi di cotone per Jeanie - Maura
- Niente paura, c'è Alfred! - Rebecca
- Universi paralleli per Bucky O'Hare - Jenny
- Un fiocco per sognare, un fiocco per cambiare - Monica (1ª voce)/madre di Daichi
- Una classe di monelli per Jo - Nat
- Maple Town - Un nido di simpatia ed Evviva Palm Town - Uno dei fratellini di Bobby
- Un regno magico per Sally - Willy/Kabù
- Cantiamo insieme - Werner
- Piccolo Lord - Colleen
- Pepero - Azteco
- Sailor Moon - Regina Periglia
- Dragon Ball (2ª ediz.) - Crilin (ep. 14-99) e Lan Fan
- Occhio ai fantasmi! - Broccoletto
- Le fiabe son fantasia  - Hansel, Rodolfo
- God Mars - Okira
- Magico Dan, super campione - Dan
- Viaggiando nel tempo - Aladino
- Automodelli - Mini 4WD - Stella dei Nobili Guerrieri
- Zorro - Bernardo
- I segreti dell'isola misteriosa - Zans
- City Hunter - Amalia, Elly, Fiore, Maia, Kasumi Asoh (Clara, Carmen e Celeste nell'edizione italiana dell'anime)
- Danguard - Nova
- La leggenda di Arslan - Elam
- Macross II - Fortezza Macross
- Insuperabili X-Men - Lilandra ed X-Ternal
- Hercules - Megara
- Pel di Carota - Signora Lepic
- L'albero della vita
- Batman - Serie animata -  Baby Doll
- Moominland, un mondo di serenità - Teety-Woo

### Documentari
- Hotel allo sbando - Alex Polizzi

### Videogiochi
- Megara in Disney's Hercules[6]

## Riconoscimenti
- Ciak d'oro
  - 1998 – Candidatura alla miglior attrice non protagonista per Altri uomini

## Libri
- Ho smesso di piangere: la mia odissea per uscire dalla depressione, Mondadori, 2012, ISBN 9788804614340.
- Mai all'altezza, Mondadori, 2017, ISBN 9788804686477.
- Per sole donne, Mondadori, 2020, ISBN 9788804740575.
- Tequila Bang Bang, Mondadori, 2022, ISBN 9788804737469.
- Rosa, Rai Libri, 2023.

## Discografia
- 1979 – Danguard/Danguard al decimo pianeta